# Аматлан-де-лос-Рейес
Аматлан-де-лос-Рейес (исп. Amatlán de los Reyes) — город в Мексике, входит в штат Веракрус. Административный центр одноимённого муниципалитета.
По данным переписи населения и жилищного фонда 2010 года, проведенной Национальным институтом статистики и географии, численность населения составляет 9 123 человека, из которых 4 351 мужчины и 4 772 женщины.